# Плавання на літніх Олімпійських іграх 2008 — естафета 4x100 метрів вільним стилем (чоловіки)

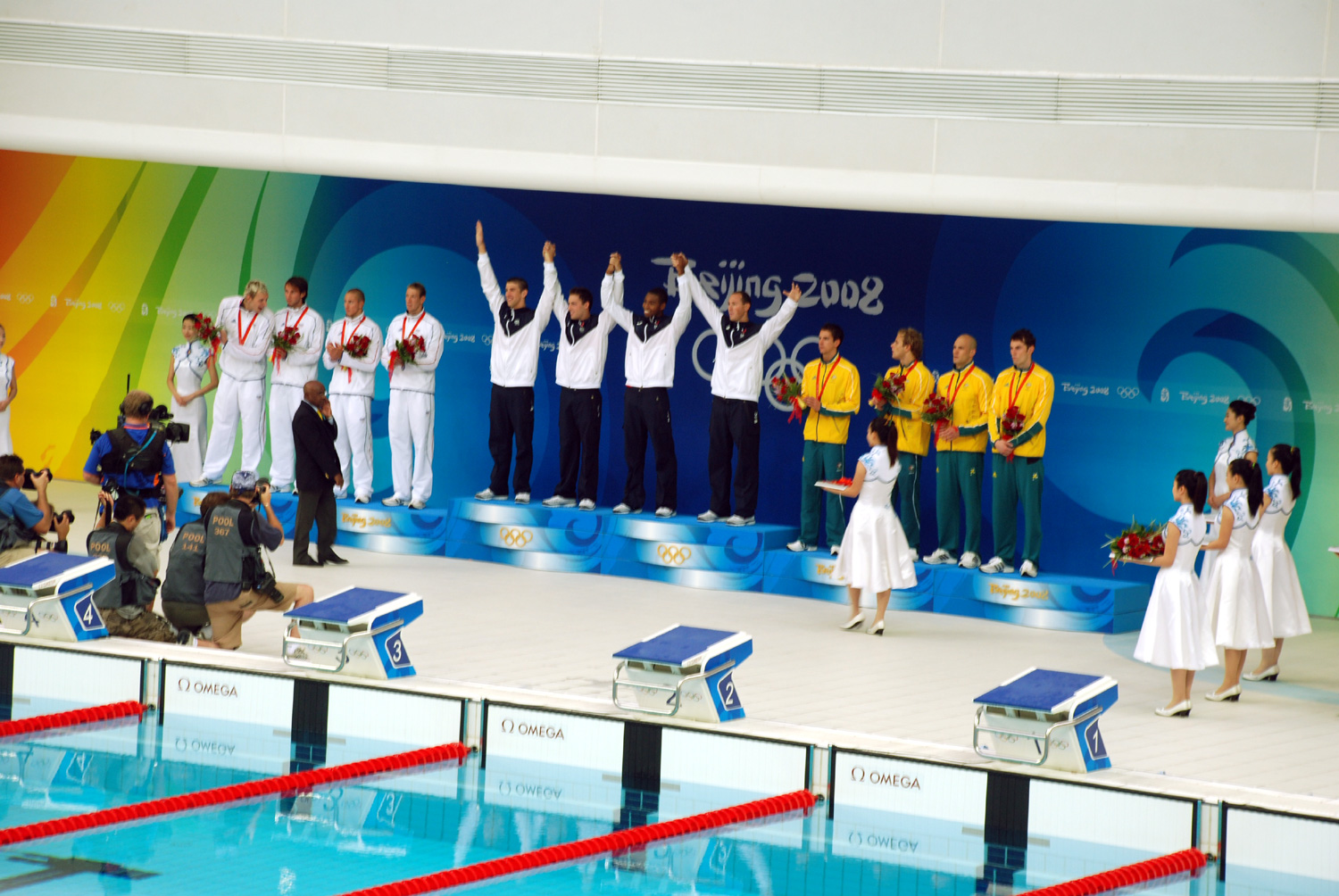
Церемонія нагородження: золоті медалі вручаються команді США.

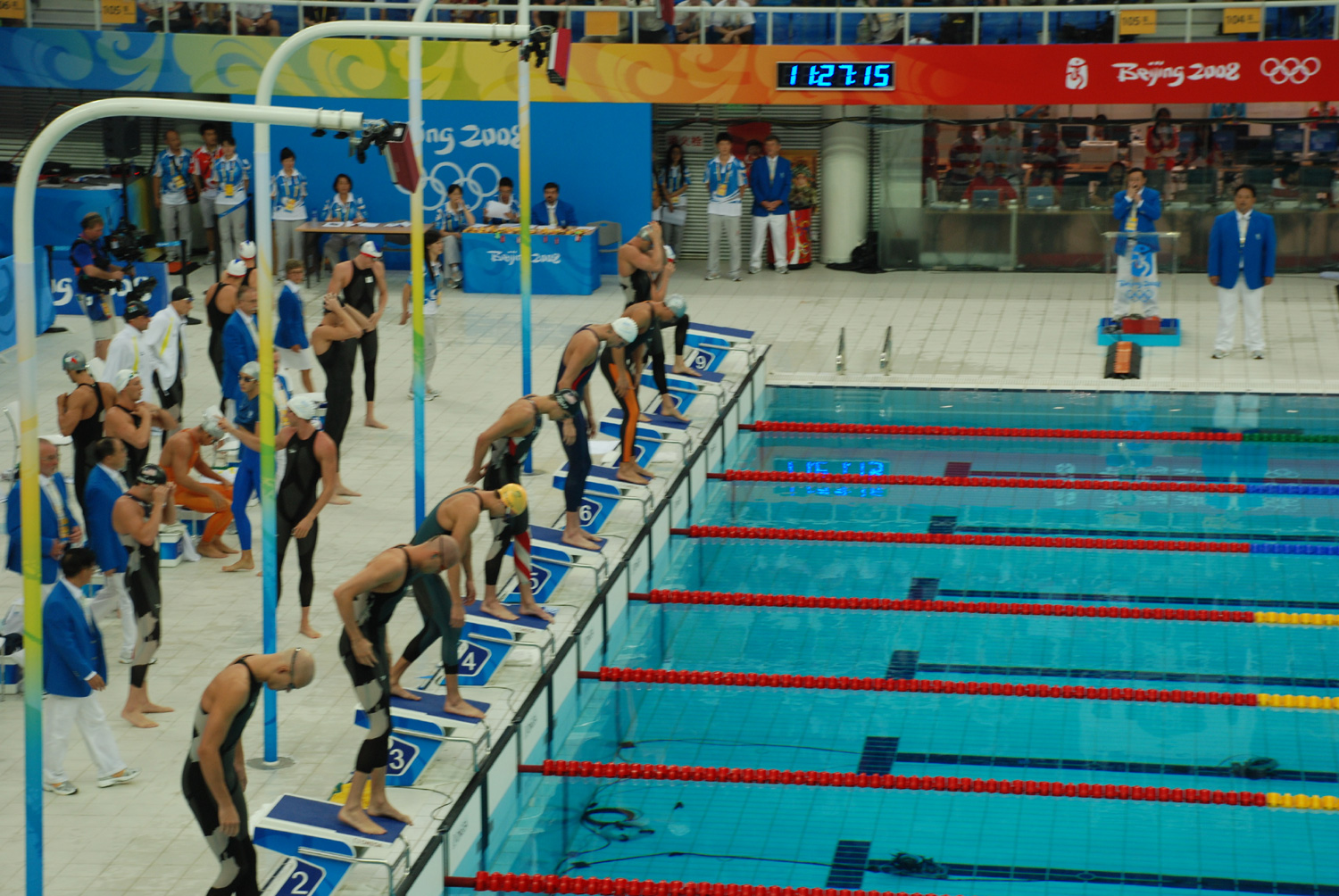
Учасники першого етапу фіналу естафети 4×100 м вільним стилем готуються до старту. На 4-й стартовій тумбочці — Майкл Фелпс.

Змагання в естафеті 4x100 метрів вільним стилем (чоловіки) на Олімпіаді 2008 року проводилися 10 і 11 серпня у Пекінському національному плавальному комплексі.

## Медалісти
| Золото | Майкл Фелпс, Ґаррет Вебер-Ґейл, Каллен Джонс, Джейсон Лезак, Натан Едріан *, Бен Вайлдмен-Тобрінер * Метт Греверс * США |
| Срібло | Аморі Лево, Фаб'ян Жіло, Фредерік Буске, Ален Бернар, Грегорі Малле * Борис Стейметц * Франція                          |
| Бронза | Імон Саллівен, Ендрю Лотерстейн, Ешлі Келлус, Метт Тарґетт, Лейт Броді * Патрік Мерфі * Австралія                       |

 * -брали участь тільки в попередньому запливі

## Рекорди
До початку змагань, світовий і олімпійський рекорди були такими:
| Світовий рекорд     | Майкл Фелпс (48,83) Нейл Волкер (47,89) Каллен Джонс (47,96) Джейсон Лезак (47,78)     | 3:12,46 | Вікторія, Канада | 19 серпня, 2006 |
| Олімпійський рекорд | Роланд Шуманн (48,17) Ліндон Фернс (48,13) Даріан Таунсенд (48,96) Рік Нетлінг (47,91) | 3:13,17 | Афіни, Греція    | 15 серпня, 2004 |

Під час змагань у цій дисципліні були встановлені такі олімпійські або світові рекорди:
| Дата      | Заплив | Спортсмен                                                    | Країна | Час     | Рекорд |
| --------- | ------ | ------------------------------------------------------------ | ------ | ------- | ------ |
| 10 серпня | 1      | Натан Едріан Каллен Джонс Бен Вайлдмен-Тобрінер Метт Греверс | США    | 3:12.23 | OR, WR |
| 11 серпня | Фінал  | Майкл Фелпс Ґаррет Вебер-Ґейл Каллен Джонс Джейсон Лезак     | США    | 3:08.24 | OR, WR |

Крім того, у другому відбірковому запливі Аморі Лево встановив новий олімпійський рекорд у плаванні 100 м вільним стилем на 1 етапі цієї естафети. А у фіналі Імон Саллівен встановив світовий рекорд для 100 м вільним стилем.

## Запливи

### Відбіркові
10 серпня 2008, з 20:47 за місцевим часом (UTC +8)
| Місце | Заплив | Країна                                                                  | 100 м      | 200 м   | 300 м   | Час                       |
| ----- | ------ | ----------------------------------------------------------------------- | ---------- | ------- | ------- | ------------------------- |
| 1     | 1      | Натан Едріан, Каллен Джонс, Бен Вайлдмен-Тобрінер, Метт Греверс         | 48,82      | 1:36,43 | 2:24,46 | 3:12,23 — світовий рекорд |
| 2     | 2      | Аморі Лево, Грегорі Малле, Борис Стейметц, Фредерік Буске               | 47,76 (OR) | 1:35,90 | 2:25,73 | 3:12,36 — рекорд Європи   |
| 3     | 1      | Ендрю Лотерстейн, Лейт Броді, Патрік Мерфі, Метт Тарґетт                | 48,68      | 1:37,10 | 2:25,19 | 3:12,41 — рекорд Океанії  |
| 4     | 2      | Алессандро Кальві, Крістіан Галенда, Мішель Сантуччі, Філіппо Маньін    | 48,58      | 1:36,25 | 2:25,81 | 3:12,65                   |
| 5     | 1      | Стефан Нюстранд, Петтер Стюмне, Ларс Фреландер, Йонас Перссон           | 48,31      | 1:36,72 | 2:25,07 | 3:12,73                   |
| 6     | 2      | Ліндон Фернс, Роланд Шуман, Рік Нітлінг, Даріан Таунсенд                | 48,20      | 1:37,05 | 2:25,56 | 3:13,06 — рекорд Африки   |
| 7     | 1      | Брент Гейден, Джоел Гріншілдс, Рік Сей, Колін Рассел                    | 48,28      | 1:36,34 | 2:25,45 | 3:13,68                   |
| 8     | 2      | Саймон Барнетт, Адам Браун, Бенжамін Хоккін, Росс Девенпорт             | 48,20      | 1:36,63 | 2:25,18 | 3:13,69                   |
| 9     | 2      | Євген Лагунов, Андрій Гречин, Андрій Капралов, Сергій Фесіков           | 48,45      | 1:36,53 | 2:25,60 | 3:14,07                   |
| 10    | 1      | миття Застрою, Пітер ван ден Хогенбанд, Бас ван Велтовен, Роберт Лієсен | 49,40      | 1:36,57 | 2:25,65 | 3:14,90                   |
| 11    | 1      | Марк Херрінг, Кем Гібсон, Віллі Бенсон, Оріноко Фаамаусілі- Бансе-Прінс | 49,73      | 1:37,80 | 2:26,45 | 3:15,41                   |
| 12    | 2      | Чень Цзо, Хуан Шаохуа, Лу Чжіу, Цай Лі                                  | 49,16      | 1:37,99 | 2:26,71 | 3:16,16 — рекорд Азії     |
| 13    | 2      | Домінік Майхтрі, Карел Нови, Флорі Ланг, Адрієн Перес                   | 48,96      | 1:37,56 | 2:26,90 | 3:16,80                   |
| 14    | 1      | Такуро Фудзі, Хісайосі Сато, Масаюкі Кісіда, Юсіхіро Окумура            | 49,15      | 1:38,07 | 2:28,07 | 3:17,28                   |
| 15    | 1      | Штеффен Дайблер, Єнс Шрайбер, Бенджамін Штарке, Пауль Бідерманн         | 49,61      | 1:39,19 | 2:28,84 | 3:17,99                   |
| 16    | 2      | Сезар Селу Філью, Родрігу Кастру, Фернанду Сілва, Ніколас Олівейра      | 47,91      | 1:37,14 | 2:26,67 | DSQ                       |

### Фінал
11 серпня 2008, в 11:26 за місцевим часом
| Місце | Доріжка | Країна                                                             | 100 м      | 200 м   | 300 м   | Час                       |
| ----- | ------- | ------------------------------------------------------------------ | ---------- | ------- | ------- | ------------------------- |
| 1     | 4       | Майкл Фелпс, Ґаррет Вебер-Ґейл, Каллен Джонс, Джейсон Лезак        | 47,51      | 1:34,53 | 2:22,18 | 3:08,24 — світовий рекорд |
| 2     | 5       | Аморі Лево, Фаб'ян Жіло, Фредерік Буске, Ален Бернар               | 47,91      | 1:34,96 | 2:21,59 | 3:08,32 — рекорд Європи   |
| 3     | 3       | Імон Саллівен, Ендрю Лотерстейн, Ешлі Келлус, Метт Тарґетт         | 47,24 (WR) | 1:35,11 | 2:22,66 | 3:09,91 — рекорд Океанії  |
| 4     | 6       | Алессандро Кальві, Крістіан Галенда, Марко Белотто, Філіппо Маньін | 48,49      | 1:35,98 | 2:24,21 | 3:11,48                   |
| 5     | 2       | Петтер Стюмне, Ларс Фреландер, Стефан Нюстранд, Йонас Перссон      | 49,17      | 1:37,19 | 2:24,44 | 3:11,92                   |
| 6     | 1       | Брент Гейден, Джоел Гріншілдс, Колін Рассел, Рік Сей               | 47,56      | 1:35,33 | 2:23,82 | 3:12,26                   |
| 7     | 7       | Ліндон Фернс, Даріан Таунсенд, Роланд Шуман, Рік Нітлінг           | 48,15      | 1:36,26 | 2:24,58 | 3:12,66 — рекорд Африки   |
| 8     | 8       | Саймон Барнетт, Адам Браун, Бенжамін Хоккін, Росс Девенпорт        | 48,34      | 1:36,09 | 2:24,59 | 3:12,87                   |